# Taïga de Sibérie occidentale
Localisation
La taïga de Sibérie occidentale est une écorégion terrestre définie par le Fonds mondial pour la nature (WWF), qui appartient au biome des forêts boréales et taïga de l'écozone paléarctique. Il s'agit d'un vaste écosystème de forêts de conifères qui s'étend de l'Oural au fleuve Iénisseï en Sibérie.